# Bangkinang
Bangkinang est une ville indonésienne. Elle est le chef-lieu du kabupaten de Kampar dans la province de Riau, sur l’île de Sumatra.